# Регистан
Регистан (на персийски: ریگستان) е пясъчна пустиня в източната част на Иранската планинска земя, в Южен Афганистан и частично в Пакистан. На запад и север е ограничена от река Хелманд и левият ̀ приток Аргандаб, на юг - от планината Чагаи, а на изток – от Квето-Пишинското плато. Площ около 40 000 km². Надморската ѝ височина е от 500 m на запад до 1500 m на изток. Повърхността ѝ представлява слабонаклонена равнина с широко развитие на закрепени пясъчни хълмове, подвижни бархани с височина до 60 m и др. Климатът е субтропичен, континентален, сух. Годишната сума на валежите е около 100 mm, с максимум през зимата и пролетта. Покрита е рядка растителност от пелин, ефемери и ефемероиди, използващи се за паша на овце, кози и камили. Населението е предимно номадско. По сухите долини и в подножието на околните планини са разположени резки оазиси. По сухите корита са среща рядка тугова растителност. По североизточната ѝ периферия преминава участък от шосето от Кандахар в Афганистан за Квета в Пакистан.